# Варшавский ветеринарный институт
Варшавский ветеринарный институт (1889—1915) — высшее учебное заведение Российской империи.

## История
«Школа ветеринаров» была учреждена в Варшаве 9 (21) января 1840 года. В этом низшем учебном заведении с двухлетним курсом обучения, готовились специалисты, предназначенные в помощь высшему медицинскому или ветеринарному персоналу. С 1841 по 1845 годы преподавателем в школе и исправляющим должность её директора был Эдуард Островский.
С 1874 года директором был Василий Гурьевич Сенцов, при котором 4 декабря 1884 года школа была переименована в ветеринарное училище, а  29 мая (10 июня) 1889 года училище было преобразовано в Варшавский ветеринарный институт; учебный курс был расширен до четырёх лет. Институту было предоставлено право присваивать учёные степени ветеринара и магистра ветеринарной медицины, соответствующие университетским степеням кандидата и магистра, со всеми их правами. Профессора и доценты ветеринарного института были приравнены к правам профессоров и доцентов университетов. Те из них, которые читали специальные науки, должны были иметь степень магистра ветеринарной медицины.
В 1901 году был построен комплекс зданий на Грохове, куда переместилось учебное заведение.
После начала Первой мировой войны занятия прекратились, большинство помещений института занял военный госпиталь. В июле 1915 году институт был эвакуирован в Москву и в конце июня 1916 года переведён в Новочеркасск, где в 1917 году Варшавский ветеринарный институт был преобразован в Донской ветеринарный институт.